# Kokoryczka okółkowa
Kokoryczka okółkowa (Polygonatum verticillatum) – gatunek rośliny wieloletniej z rodziny szparagowatych. Występuje w dużej części Europy, choć bez jej krańców północnych, wschodnich, południowych i zachodnich, w Azji Mniejszej i na Kaukazie, w Himalajach, południowych i środkowych Chinach. W Polsce rozpowszechniona na południu, zwłaszcza w górach, poza tym rozproszona na północy w pasie pojezierzy. W środkowej części kraju ma pojedyncze stanowiska.

## Morfologia

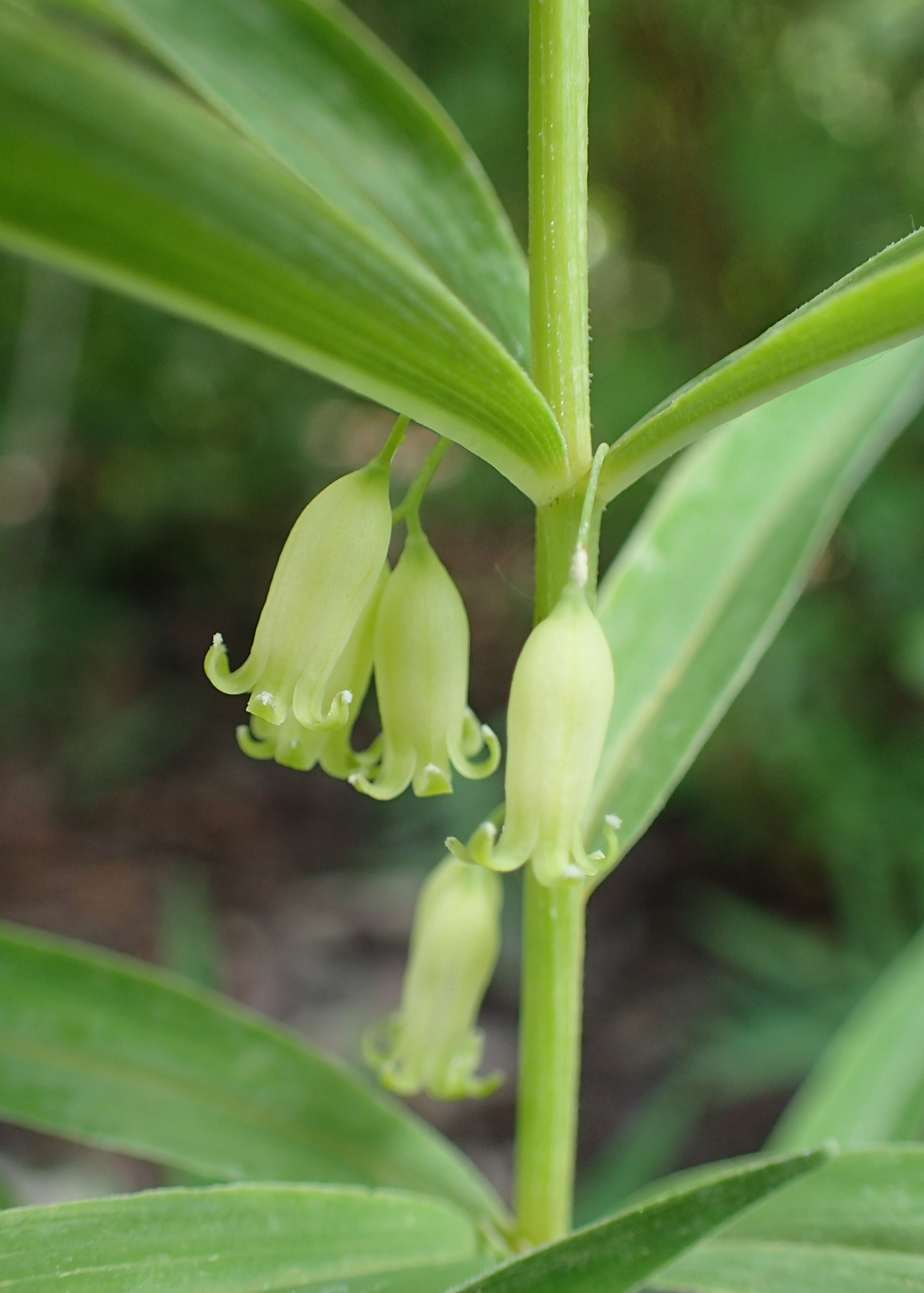
Kwiaty

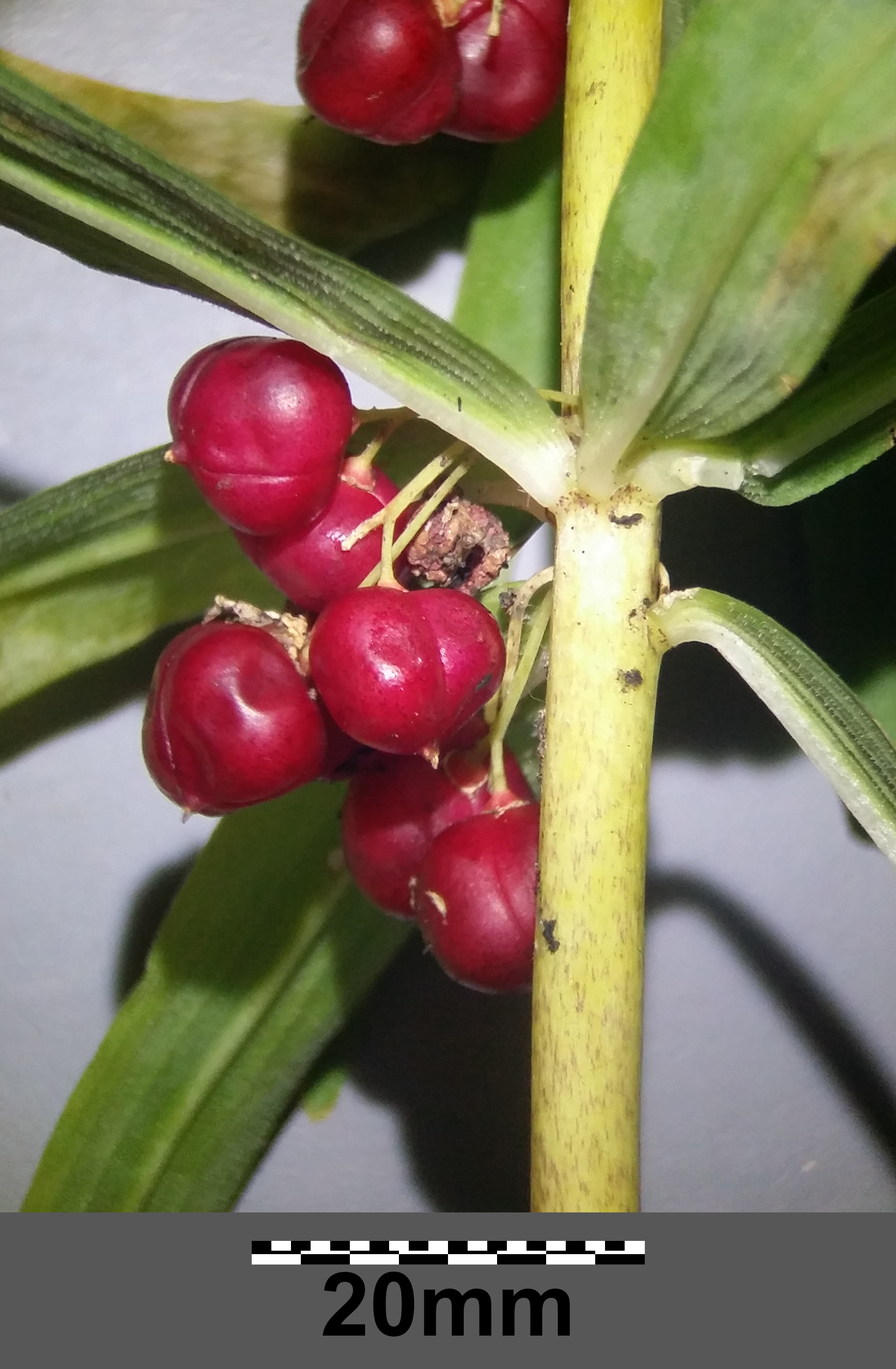
Owoce

ŁodygaWzniesiona i kanciasta o wysokości przeważnie 50–80 cm, wyjątkowo do 100 cm. Nie rozgałęzia się, przeważnie jest naga. Wyrasta z czołgającego się kłącza.
LiścieMają równowąski lub podługowaty kształt i blaszkę liściową o szorstkich brzegach. Bezogonkowe, tworzą na łodydze okółki, w każdym okółku 3–7 liści.
KwiatyZwisające kwiaty o długości do 2,5 cm wyrastają na szypułkach w kątach okółków liściowych, w liczbie 1–7 w jednym okółku. Mają 6-ząbkowy, rurkowaty okwiat białej barwy o długości 5–10 mm. 6 pręcików. Roślina kwitnie od maja do czerwca.
OwoceJagody z kilkoma nasionami, po dojrzeniu koloru czerwonego.

## Biologia i ekologia
Występuje w cienistych lasach i zaroślach. W górach bardziej rozpowszechniona niż na niżu. Geofit. Gatunek charakterystyczny dla Cl. Betulo-Adenostyletea.
Roślina trującaTrujący jest cały pęd nadziemny.